# FAI Cup
Football Association of Ireland Senior Challenge Cup je irská fotbalová pohárová soutěž, která se hraje každoročně. Pořádá ji Irská fotbalová asociace – FAI (Football Association of Ireland). Nejúspěšnějším klubem v poháru je Shamrock Rovers FC.

## Vítězové
- 1921/22: St. James's Gate FC (1. vítězství)
- 1922/23: Alton United FC (1)
- 1923/24: Athlone Town FC (1)
- 1924/25: Shamrock Rovers FC (1)
- 1925/26: Cork FC (1)
- 1926/27: Drumcondra FC (1)
- 1927/28: Bohemian FC (1)
- 1928/29: Shamrock Rovers FC (2)
- 1929/30: Shamrock Rovers FC (3)
- 1930/31: Shamrock Rovers FC (4)
- 1931/32: Shamrock Rovers FC (5)
- 1932/33: Shamrock Rovers FC (6)
- 1933/34: Cork FC (2)
- 1934/35: Bohemian FC (2)
- 1935/36: Shamrock Rovers FC (7)
- 1936/37: Waterford United FC (1)
- 1937/38: St James's Gate FC (2)
- 1938/39: Shelbourne FC (1)
- 1939/40: Shamrock Rovers FC (8)
- 1940/41: Cork United FC (1)
- 1941/42: Dundalk FC (1)
- 1942/43: Drumcondra FC (2)
- 1943/44: Shamrock Rovers FC (9)
- 1944/45: Shamrock Rovers FC (10)
- 1945/46: Drumcondra FC (3)
- 1946/47: Cork United FC (2)
- 1947/48: Shamrock Rovers FC (11)
- 1948/49: Dundalk FC (2)
- 1949/50: Transport FC (1)
- 1950/51: Cork Athletic FC (1)
- 1951/52: Dundalk FC (3)
- 1952/53: Cork Athletic FC (2)
- 1953/54: Drumcondra FC (4)
- 1954/55: Shamrock Rovers FC (12)
- 1955/56: Shamrock Rovers FC (13)
- 1956/57: Drumcondra FC (5)
- 1957/58: Dundalk FC (4)
- 1958/59: St Patrick's Athletic FC (1)
- 1959/60: Shelbourne FC (2)
- 1960/61: St Patrick's Athletic FC (2)
- 1961/62: Shamrock Rovers FC (14)
- 1962/63: Shelbourne FC (3)
- 1963/64: Shamrock Rovers FC (15)
- 1964/65: Shamrock Rovers FC (16)
- 1965/66: Shamrock Rovers FC (17)
- 1966/67: Shamrock Rovers FC (18)
- 1967/68: Shamrock Rovers FC (19)
- 1968/69: Shamrock Rovers FC (20)
- 1969/70: Bohemian FC (3)
- 1970/71: Limerick FC (1)
- 1971/72: Cork Hibernians FC (1)
- 1972/73: Cork Hibernians FC (2)
- 1973/74: Finn Harps FC (1)
- 1974/75: Home Farm FC (1)
- 1975/76: Bohemian FC (4)
- 1976/77: Dundalk FC (5)
- 1977/78: Shamrock Rovers FC (21)
- 1978/79: Dundalk FC (6)
- 1979/80: Waterford United FC (2)
- 1980/81: Dundalk FC (7)
- 1981/82: Limerick FC (2)
- 1982/83: Sligo Rovers FC (1)
- 1983/84: University College Dublin AFC (1)
- 1984/85: Shamrock Rovers FC (22)
- 1985/86: Shamrock Rovers FC (23)
- 1986/87: Shamrock Rovers FC (24)
- 1987/88: Dundalk FC (8)
- 1988/89: Derry City FC (1)
- 1989/90: Bray Wanderers FC (1)
- 1990/91: Galway United FC (1)
- 1991/92: Bohemian FC (5)
- 1992/93: Shelbourne FC (4)
- 1993/94: Sligo Rovers FC (2)
- 1994/95: Derry City FC (2)
- 1995/96: Shelbourne FC (5)
- 1996/97: Shelbourne FC (6)
- 1997/98: Cork City FC (1)
- 1998/99: Bray Wanderers FC (2)
- 1999/00: Shelbourne FC (7)
- 2000/01: Bohemian FC (6)
- 2001/02: Dundalk FC (9)
- 2002: Derry City FC (3)
- 2003: Longford Town FC (1)
- 2004: Longford Town FC (2)
- 2005: Drogheda United FC (1)
- 2006: Derry City FC (4)
- 2007: Cork City FC (2)
- 2008: Bohemian FC (7)
- 2009: Sporting Fingal FC (1)
- 2010: Sligo Rovers FC (3)
- 2011: Sligo Rovers FC (4)
- 2012: Derry City FC (5)
- 2013: Sligo Rovers FC (5)
- 2014: St Patrick's Athletic FC (3)
- 2015: Dundalk FC (10)
- 2016: Cork City FC (3)
- 2017: Cork City FC (4)
- 2018: Dundalk FC (11)
- 2019: Shamrock Rovers FC (25)
- 2020: Dundalk FC (12)
- 2021: St Patrick's Athletic FC (4)
- 2022: Derry City FC (6)

## Celková statistika
| Klub                     | Vítězné finále | Vítězné sezony |
| Shamrock Rovers FC       | 25             | 1924/25, 1928/29, 1929/30, 1930/31, 1931/32, 1932/33, 1935/36, 1939/40, 1943/44, 1944/45, 1947/48, 1954/55, 1955/56, 1961/62, 1963/64, 1964/65, 1965/66, 1966/67, 1967/68, 1968/69, 1977/78, 1984/85, 1985/86, 1986/87, 2019 |
| Dundalk FC               | 12             | 1941/42, 1948/49, 1951/52, 1957/58, 1976/77, 1978/79, 1980/81, 1987/88, 2001/02, 2015, 2018, 2020 |
| Shelbourne FC            | 7              | 1938/39, 1959/60, 1962/63, 1992/93, 1995/96, 1996/97, 1999/00 |
| Bohemian FC              | 7              | 1927/28, 1934/35, 1969/70, 1975/76, 1991/92, 2000/01, 2008 |
| Derry City FC            | 6              | 1988/89, 1994/95, 2001/02, 2006, 2012, 2022 |
| Sligo Rovers FC          | 5              | 1982/83, 1993/94, 2010, 2011, 2013 |
| Drumcondra FC            | 5              | 1926/27, 1942/43, 1945/46, 1953/54, 1956/57 |
| Cork Athletic FC         | 4              | 1940/41, 1946/47, 1950/51, 1952/53 |
| Cork City FC             | 4              | 1997/98, 2007, 2016, 2017 |
| St Patrick's Athletic FC | 4              | 1958/59, 1960/61, 2014, 2021 |
| Waterford United FC      | 2              | 1936/37, 1979/80 |
| Limerick FC              | 2              | 1970/71, 1981/82 |
| Cork Hibernians FC       | 2              | 1971/72, 1972/73 |
| Longford Town FC         | 4              | 2003, 2004 |
| St. James's Gate FC      | 2              | 1921/22, 1937/38 |
| Bray Wanderers AFC       | 2              | 1989/90, 1998/99 |
| Drogheda United          | 1              | 2005 |
| Cork FC                  | 1              | 1933/34 |
| Finn Harps FC            | 1              | 1973/74 |
| Fordsons FC              | 1              | 1925/26 |
| Galway United FC         | 1              | 1990/91 |
| Alton United FC          | 1              | 1922/23 |
| Athlone Town FC          | 1              | 1923/24 |
| Home Farm FC             | 1              | 1974/75 |
| Transport FC             | 1              | 1949/50 |
| UCD                      | 1              | 1983/84 |
| Sporting Fingal FC       | 1              | 2009 |